# Melica amethystina
Melica amethystina là một loài thực vật có hoa trong họ Hòa thảo. Loài này được Pourr. mô tả khoa học đầu tiên năm 1788.